# Struthanthus lojae
Struthanthus lojae é uma espécie de planta do género Struthanthus, da família Loranthaceae. É endémica do Equador. O seu habitat natural é subtropical ou florestas tropicais húmidas de montanha.